# Dánia az 1992. évi téli olimpiai játékokon
Dánia a franciaországi Albertville-ben megrendezett 1992. évi téli olimpiai játékok egyik részt vevő nemzete volt. Az országot az olimpián 3 sportágban 6 sportoló képviselte, akik érmet nem szereztek.

## Alpesisí
Férfi
| Versenyző            | Versenyszám      | 1. futam      | 1. futam      | 2. futam | 2. futam | Összesítés | Összesítés |
| Versenyző            | Versenyszám      | Idő           | Hely.         | Idő      | Hely.    | Idő        | Helyezés   |
| -------------------- | ---------------- | ------------- | ------------- | -------- | -------- | ---------- | ---------- |
| Nils Gelbjerg-Hansen | Műlesiklás       | nem ért célba | nem ért célba | kiesett  | kiesett  | kiesett    | kiesett    |
| Nils Gelbjerg-Hansen | Óriás-műlesiklás | 1:14,04       | 57.           | 1:12,45  | 47.      | 2:26,49    | 45.        |

Női
| Versenyző      | Versenyszám      | 1. futam | 1. futam | 2. futam | 2. futam | Összesítés | Összesítés |
| Versenyző      | Versenyszám      | Idő      | Hely.    | Idő      | Hely.    | Idő        | Helyezés   |
| -------------- | ---------------- | -------- | -------- | -------- | -------- | ---------- | ---------- |
| Tine Kongsholm | Műlesiklás       | 56,01    | 36.      | 48,02    | 24.*     | 1:44,03    | 28.        |
| Tine Kongsholm | Óriás-műlesiklás | 1:13,82  | 36.      | 1:17,18  | 33.      | 2:31,00    | 31.        |

* - egy másik versenyzővel azonos eredményt ért el

## Műkorcsolya
| Versenyző          | Versenyszám  | Rövid program     | Rövid program | Rövid program | Kűr               | Kűr   | Kűr         | Összesítés         | Összesítés |
| Versenyző          | Versenyszám  | Több. hely. száma | Hely.         | Hely. pont.   | Több. hely. száma | Hely. | Hely. pont. | Helyezési pontszám | Helyezés   |
| ------------------ | ------------ | ----------------- | ------------- | ------------- | ----------------- | ----- | ----------- | ------------------ | ---------- |
| Henrik Valentin    | Férfi egyéni | 5×24+             | 24.           | 12,0          | 6×20+             | 20.   | 20,0        | 32,0               | 22.        |
| Anisette Torp-Lind | Női egyéni   | 6×9+              | 8.            | 4,0           | 7×16+             | 16.   | 16,0        | 20,0               | 15.        |

## Sífutás
Férfi
| Versenyző      | Versenyszám         | Eredmény  | Helyezés |
| -------------- | ------------------- | --------- | -------- |
| Michael Binzer | 10 km               | 32:45,9   | 69.      |
| Michael Binzer | 15 km üldözőverseny | 46:12,2   | 59.      |
| Michael Binzer | 30 km               | 1:35:00,1 | 64.      |
| Ebbe Hartz     | 10 km               | 31:34,5   | 48.      |
| Ebbe Hartz     | 15 km üldözőverseny | 45:47,6   | 53.      |
| Ebbe Hartz     | 30 km               | 1:33:46,4 | 58.      |
| Ebbe Hartz     | 50 km               | 2:21:23,1 | 49.      |